# Коллегаев, Юрий Сергеевич
Юрий Сергеевич Коллегаев (13.10.1935, Ростов-на-Дону — 07.12.1999, Балахна) — конструктор в области радиолокации, лауреат Государственной премии СССР.

## Биография
Окончил Ленинградский политехнический институт (1960).
В 1960—1964 годах инженер, с начала 1965 года начальник отдельного конструкторского бюро (ОКБ) Правдинского завода радиорелейной аппаратуры, которое приказом Министра радиопромышленности СССР от 14.03.1974 стало самостоятельной организацией и переименовано в «Правдинское конструкторское бюро завода радиорелейной аппаратуры» (ПКБ ЗРА).
Участвовал в разработке радиолокационной станции П-80. В 1974 году разработал РЛС 5Н87.
В 1990-х годах его КБ разработало РЛС, имеющую адаптивную защиту от радиопомех.
Лауреат Государственной премии СССР (1976) — за личный вклад в повышение технического уровня выпускаемой продукции. Награждён орденами Ленина (1989), Трудового Красного Знамени (1971) и 3 медалями.
Возглавлял ПКБ ЗРА с 1965 по 1994 год.
Умер 07.12.1999. Похоронен на Пырском кладбище.